# Wärtsilä Marine
Wärtsilä Marine (em finlandês: Wärtsilä Meriteollisuus; Wärtsilä Marinindustri) foi uma empresa finlandesa de construção naval.
A empresa foi criada em 1987 para melhorar a produtividade da construção naval, combinando os estaleiros Wärtsilä e Valmet sob a mesma organização. Os estaleiros estavam localizados em Helsínque e Turku. A empresa caiu em uma falência escandalosa em 1989.
A operação foi continuada depois sob o nome de Masa-Yards.

## Falência
Em 12 de outubro, o conselho da Marine sugeriu a falência da empresa em uma assembleia geral que deveria ser realizada em 2 de novembro. As perdas correntes foram estimadas em 1,6 mil milhões de FIM. No mesmo dia, os trabalhadores do estaleiro Perno estavam em greve e reivindicavam 10% de reajuste salarial.
O conselho de administração da Wärtsilä Marine foi convocado com urgência para uma reunião em 23 de Outubro de 1989. A reserva de caixa da empresa acabou. A empresa operava semanalmente 60 milhões de letras de câmbio. O conselho decidiu declarar a empresa em falência, o que entrou em vigor às 3h30 do mesmo dia.

### Eventos após o colapso
No exato momento da declaração de falência, Saarikangas fez seu famoso discurso aos trabalhadores do Estaleiro de Helsinque.  Os trabalhadores do pátio e subcontratados, que de repente perderam seu sustento, ficaram chocados com a notícia.  Saarikangas terminou seu discurso garantindo que a falência não significará o fim da construção naval, se os trabalhadores estiverem prontos para continuar em novos termos.
Logo após seu discurso, Saarikangas ligou para Ted Arison, o proprietário americano da Carnival Cruise Lines, que tinha três navios de cruzeiro na carteira de pedidos da Wärtsilä Marine. Arison chegou à Finlândia apenas onze horas depois; Seguiu-se uma série de reuniões e negociações com credores e outras partes. Apenas quatro dias depois que a Saarikangas criou uma nova empresa, o Helsinki New Shipyard. A base financeira para a finalização dos navios inacabados foi assegurada por uma carta de intenções assinada por Arison. O estaleiro de Turku foi reiniciado da mesma maneira, sob o nome de Estaleiro Novo de Turku. Ambos os estaleiros foram organizados sob a nova empresa Masa-Yards em 9 de novembro; nome Masa vem das iniciais de Martin Saarikangas.

### Consequências
A Saarikangas considerou a falência desnecessária, alegando que era apenas baseada na falta de liquidez, já que a empresa estava prestes a receber um pagamento pela Cinderela e alguns meses depois a CCL teria dado 80% de pagamento pelo navio de cruzeiro Fantasy. Por outro lado, ele acha que a falência era, embora teoricamente evitável, ainda a maneira mais fácil de reestruturar a empresa; A Saarikangas contratou de volta quase todos os trabalhadores de colarinho azul, mas apenas dois terços dos de colarinho branco.

## Embarcações afetadas

### Estaleiro de Helsinque

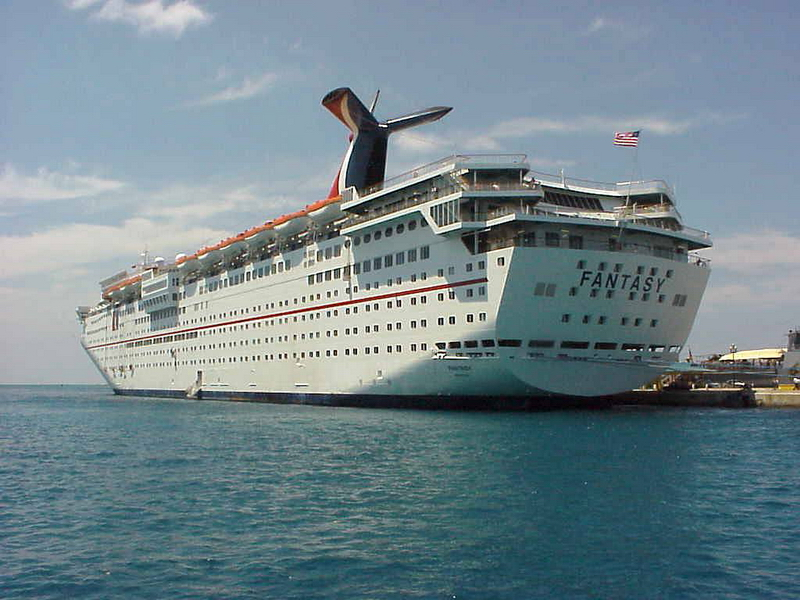
NB 479, M/S Fantasy

### Estaleiro Perno

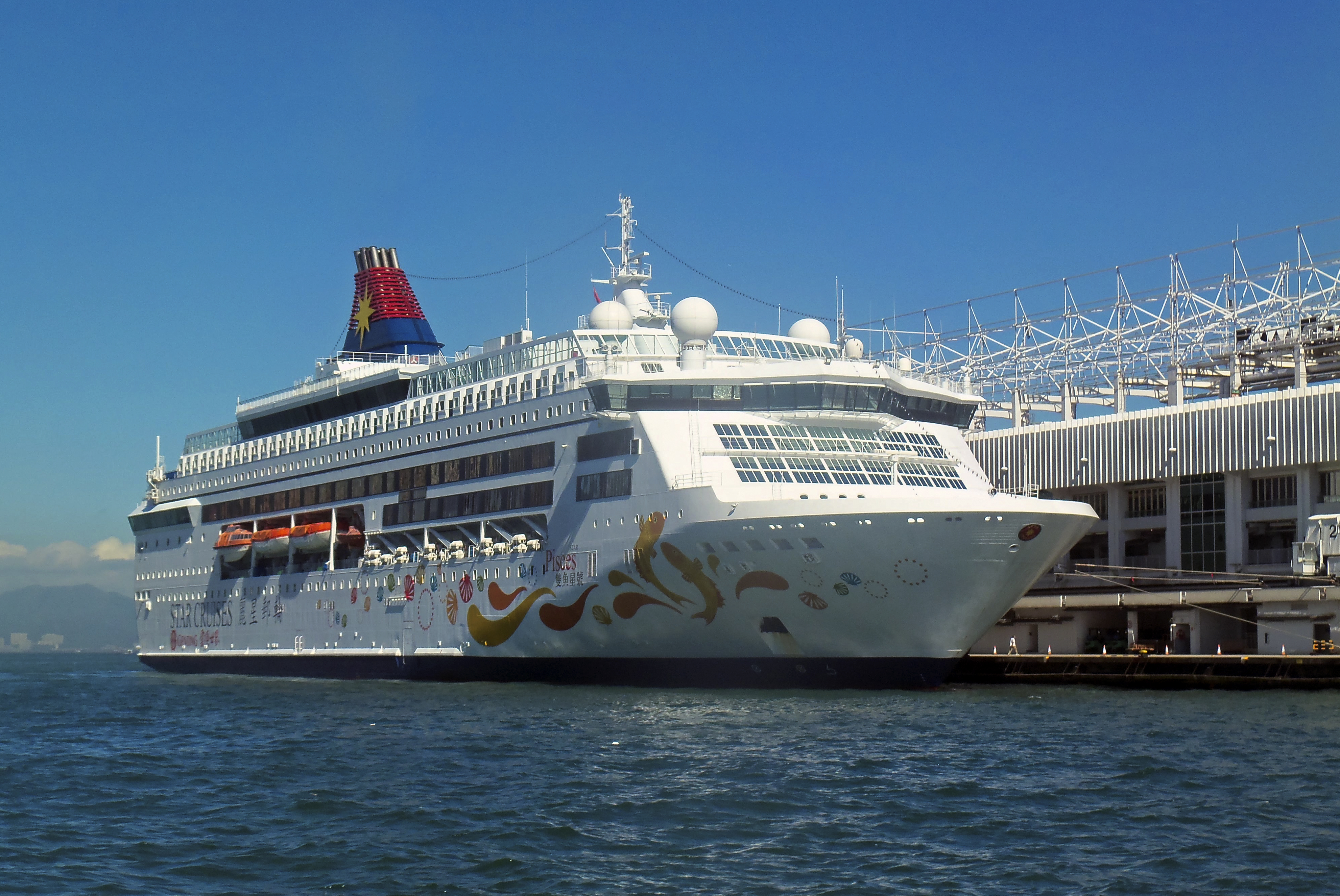
NB 1298, M/S Kalypso
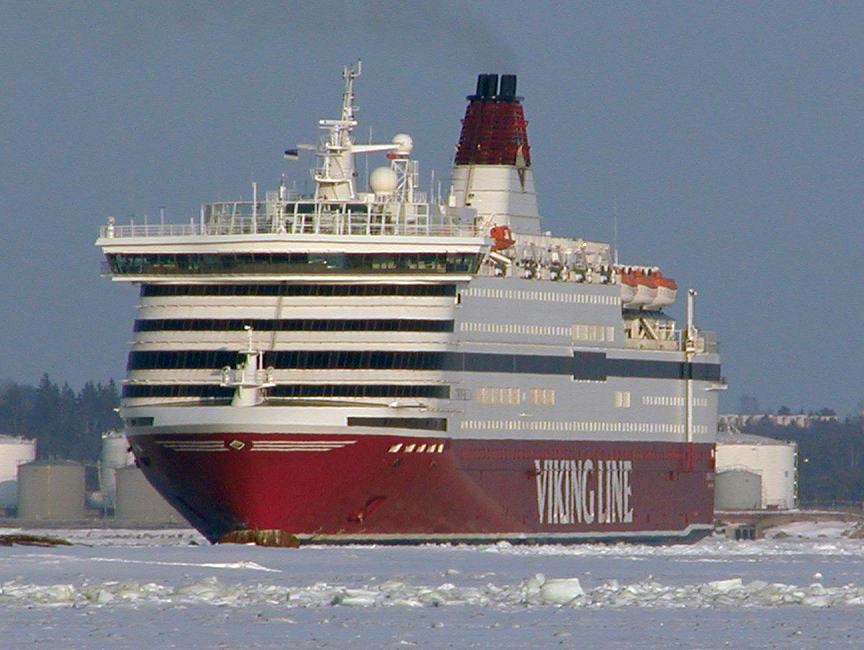
NB 1302, M/S Cinderella
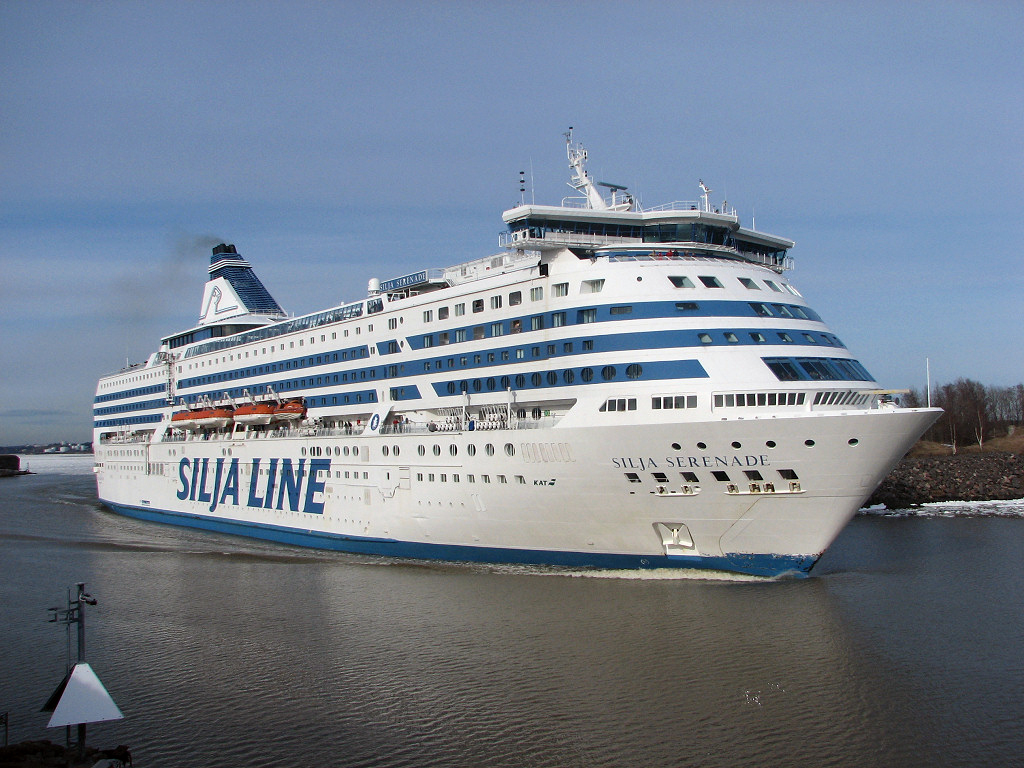
NB 1301, M/S Silja Serenade
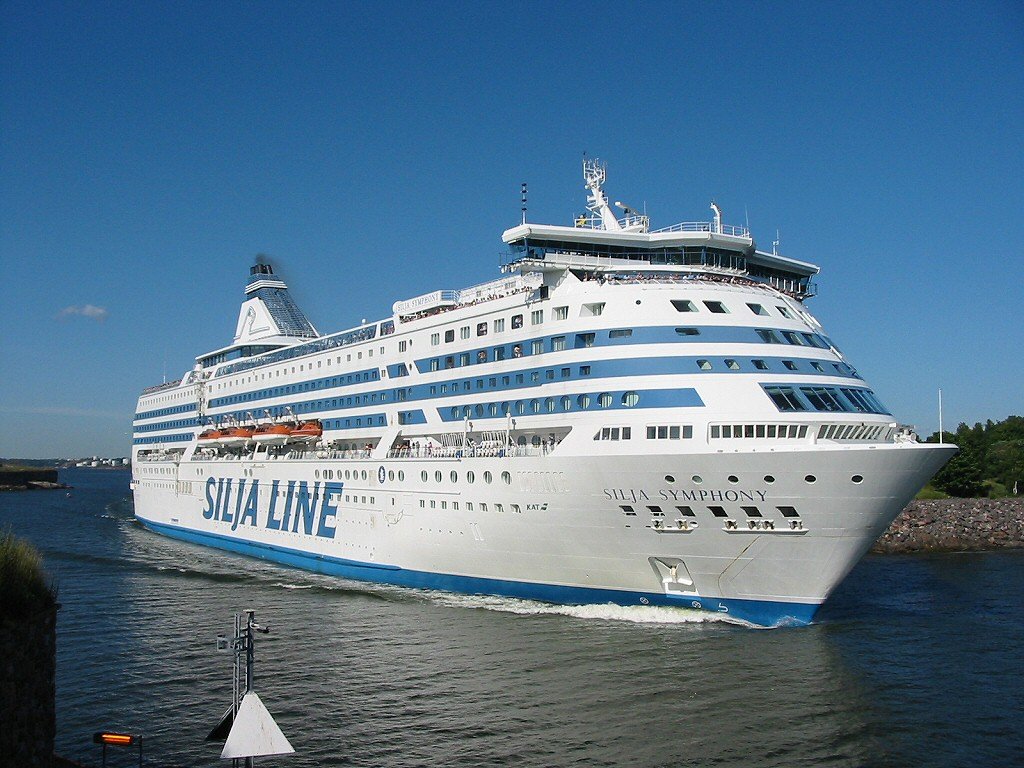
NB 1309, M/S Silja Symphony
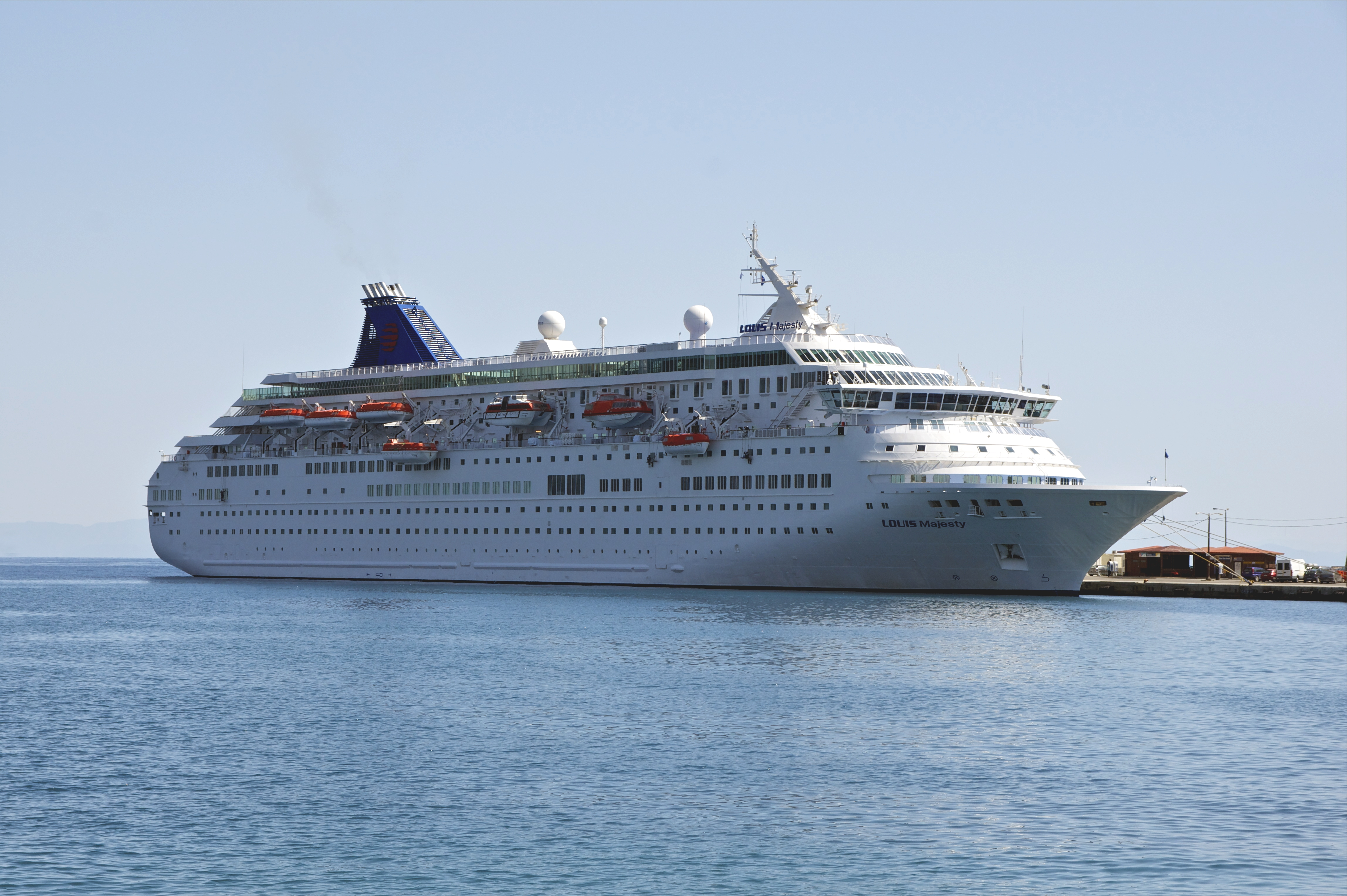
NB 1323, M/S Royal Majesty
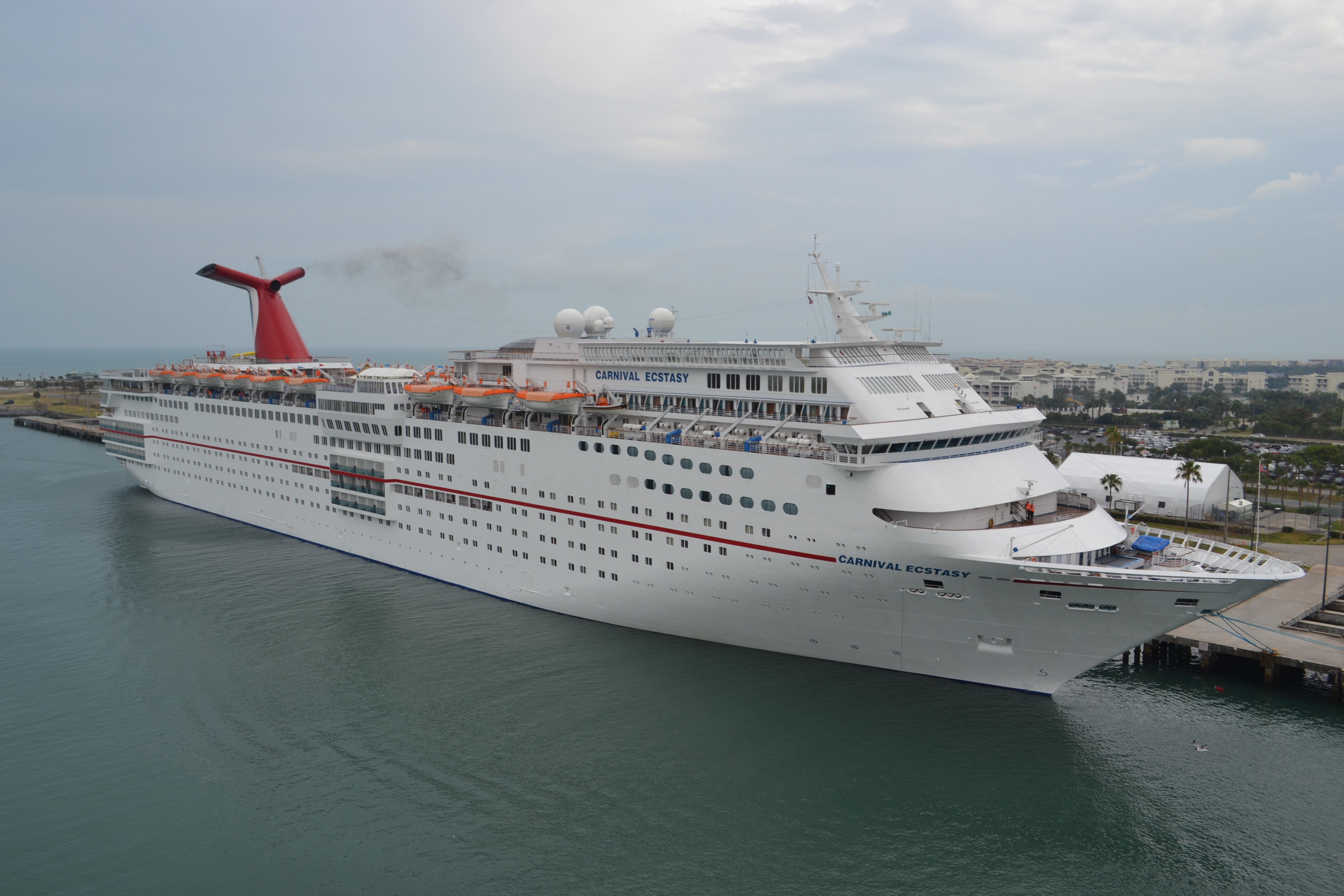
NB 1299, M/S Ecstasy
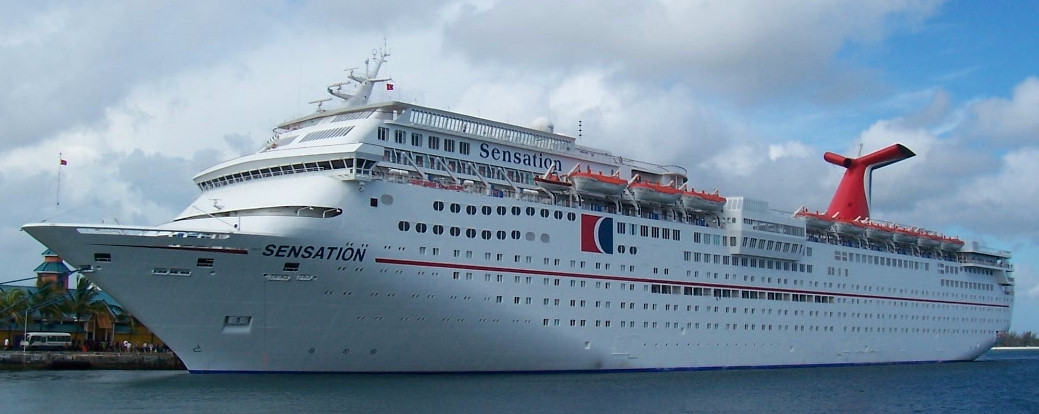
NB 1300, M/S Sensation